# Partido Democracia y Progreso
El Partido Democracia y Progreso es un partido político fundado el 9 de marzo de 2020 bajo el liderazgo de Ali Babacan y que opera en Turquía . Según los estatutos del partido, su abreviatura oficial es "Partido DEVA ". Su símbolo es una gota de agua con una silueta de árbol joven en su interior. Está representado en la Gran Asamblea Nacional de Turquía por 15 diputados. Su presidente es Ali Babacan.   

## Partido Democracia y Progreso y elecciones
El Partido Democracia y Progreso ha participado en una elección general y una elección local provisional desde su creación.

### Elecciones generales
El Partido Democracia y Progreso decidió participar en las elecciones generales de 2023 con una lista conjunta.  Se reservaron 25 puestos de candidatos para DEVA de las listas del CHP y 1 candidato de las listas del Partido İYİ .  Como resultado de las elecciones, fueron elegidos 15 candidatos a diputados. 
| Votar | Mapa      | presidente general | Votar     | Votar | Votar       | Silla  | Silla | Orden |
| Votar | Mapa      | presidente general | #         | %     | ±           | #      | ±     | Orden |
| ----- | --------- | ------------------ | --------- | ----- | ----------- | ------ | ----- | ----- |
| 2023  | [ Not 2 ] | Ali Babacán        | [ Not 3 ] | %—    | Sin cambios | 15/600 | 14    | —     |